# Silverdalens pappersbruk

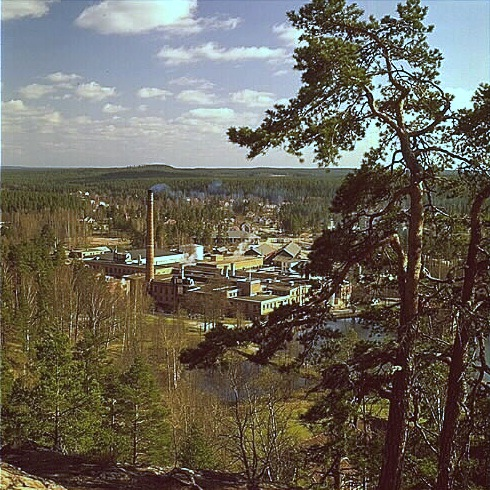
Silverdalens pappersbruk

Silverdalens Pappersbruk var en pappersfabrik i Småland som var verksam från 1874 till 2002. 
I takt med att bruket växte, under Brusafors-Hällefors-tiden, växte också brukssamhället Silverdalen fram. 

## Historik
- 1874 uppfördes ett sågverk och hyvleri vid platsen, som då hette Hällefors
- 1882 på en liten, i andra hand inköpt pappersmaskin med yankeecylinder började företaget tillverka omslagspapper och så kallat "havanna-papper"
- 1903 AB Brusafors-Hällefors bildades, vari Silverdalens Pappersbruk och Brusafors Sulfitfabrik i Mariannelund ingick
- 1907 tillträdde Fredrik Esmarch som verkställande direktör vid AB Brusafors-Hällefors för att året därpå bli ägare till företaget
- 1921 "Pappersaffären Svenskt Papper" köptes och blev "Svenskt Papper AB" tre år senare
- 1958 bestrykning av papper i limpressar startades
- 1965 installerades en bladbestrykningsmaskin (BM 1), den första i Sverige, för bestruket finpapper
- 1970 Mo och Domsjö AB köpte AB Brusafors-Hällefors
- 1973 en av brukets fyra pappersmaskiner (PM 4) byggdes om för tillverkning av ensidigt bladbestruket finpapper ("Silverchrome")
- 2000 Finska koncernen M-Real övertog fabriken
- November 2002 Ägaren M-Real lade ner verksamheten